# Georgius de Hungaria
Georgius de Hungaria, Magyarországi György, Szászsebesi Névtelen, György barát (Romosz, 1422 – Róma, 1502) erdélyi dominikánus szerzetes. Fiatal korában a törökök rabszolgaként elhurcolták és több mint 20 évet élt fogságban az Oszmán Birodalomban. Latin nyelven írt önéletrajza a korabeli török világról szóló első nyugati tudósítások közé tartozik. Etnikailag valószínűleg erdélyi szász volt. Művét 1530-ban Luther Márton fordította németre.

## Élete
Életéről csak a saját műveiből vannak információink. Egy ideig két romoszi személyt véltek azonosítani a kutatók, akiket a törökök elraboltak és később írtak az átéltekről, de később a tudósok többsége elfogadta, hogy ugyanarról az emberről van szó. A következő életrajz tehát a hagyomány két szálának szintézisén alapul:
Georgius 1422-ben született Romoszban, az erdélyi szászok falujában. Ezért feltételezhető, hogy ő maga is németül beszélő szász volt, de ez véglegesen nincs bebizonyítva. Művei és más korabeli utalásai latinul íródtak, így etnikai hovatartozása nehezen meghatározható. Lehetett volna erdélyi magyar, vagy akár román is, bár ez utóbbi meglehetősen valószínűtlen, mivel akkoriban gyakorlatilag nem éltek katolikus románok. Mindenesetre tizenévesként iskolai oktatásban részesült. 1436-tól Szászsebes városában novíciusként a helyi domonkos iskolába járt. 1438-ban, II. Murád oszmán szultán idején, amikor még Konstantinápoly bizánci fennhatóság alatt állt, Sebest török portyázók nagy csapata támadta meg. A seregben II. Vlad Drakula vezette oláh csapatok is voltak. A lakosok hamarosan megadták magukat, csak néhány diák rejtőzködött egy toronyban. Miután a támadók felgyújtották a tornyot, ez a kis csoport is kénytelen volt megadni magát. A város lakóinak nagy részét a törökök elhurcolták. Sokan közülük egy évvel később váltságdíjat fizetve visszatérhettek szülővárosukba, a toronyból érkező csoportot egészen az Oszmán Birodalom akkori fővárosába Drinápolyba hurcolták, ahol rabszolgának adták el őket, köztük a 15–16 éves Georgiust is.
Több mint 20 évig Törökországban élt, számos szökési kísérlete sikertelen maradt. Urai többször továbbadták. Művelt rabszolgaként jól bántak vele, és utolsó ura úgy tekintett rá, mint  a saját fiára. Az idők folyamán alaposan megismerkedett a török életmóddal, az iszlámmal. Beutazta Ruméliát és Anatóliát, tudósokkal, dervisekkel is kapcsolatba került. Az akkor virágzó oszmán civilizáció hatására kételkedni kezdett neveltetésében, és bizonyos értelemben csodálta a törökök életmódját. Lenyűgözte korának szigorú erkölcse, udvariassága és szerénysége. Egy ponton még egy vezető tanári állást is felajánlottak neki egy medreszében. 1458-ban végül meggyőzte utolsó urát arról, hogy szeretne visszatérni Nyugatra további teológiai tanulmányok céljából, amit engedélyeztek neki. Itáliába ment, és Rómában újra csatlakozott a dominikánusokhoz, akiket fiatalkora óta ismert. Rómában végül megírta önéletrajzi művét, amely 1481-ben jelent meg latinul. 1502-ig élt és halt meg Rómában.

## Műve
1481-ben jelent meg Tractatus de moribus, condictionibus et nequicia Turcorum (Értekezés a törökök szokásairól, életkörülményeiről és csalárdságáról) című műve, amely kezdetben kevés figyelmet kapott. Csak jóval halála után, amikor a törökök 1526-ban legyőzték a magyarokat a mohácsi csatában, és 1529-ben már Bécs előtt álltak, ébredt fel a keresztény Nyugaton az érdeklődés a törökök iránt. Luther Márton, aki akkor valószínűleg már évek óta ismerte a művet, 1529-ben németre fordította, és 1530-ban adta ki. Az akkor újnak számító nyomtatásnak köszönhetően gyorsan elterjedt. Csak a 16. századból tizenegy német kiadása ismert. Az Oszmán Birodalomból származó kevés szemtanúvallomás egyikeként afféle „bestsellerré” vált, de később újra a feledés homályába merült, és a 20. században már csak az erdélyi helytörténetírás foglalkozott vele.
Georgius de Hungaria több mint 20 évvel később írt tapasztalatairól, és művéből kitűnően erősen középkori ember volt, átitatva a skolasztikus neveléssel. Elutasította az Itáliában kibontakozó reneszánszt, bírálta a Vatikánban uralkodó korrupciót, a hivatalvásárlást (szimónia), a felső osztályok luxusát és hiúságát, de a nyugati országok köznépének bűneit is. Annak ellenére, hogy az iszlámot eretnekségként elutasította, lenyűgözte a törökök szigorú erkölcse, tisztasága és igazságossága. Lelkiismerete és az Oszmán Birodalomban jóindulatú bánásmódban részesült rabszolgaként átélt élményei között őrlődve kidolgozta saját magyarázatait arra vonatkozóan, hogyan birkózhat meg egy keresztény az ilyen tapasztalatokkal. Különösen lenyűgözték a török dervisek, akik a szerzetesekhez hasonló misztikus vallásosságot gyakoroltak. Skolasztikusként az ész és az érvelés erejében bízott, visszataszítónak találta az iszlám militarista terjeszkedését. Arab vagy perzsa muszlimok nem szerepelnek művében, és egyetlen említést sem tesz az ortodox keresztényekről a török uralom alatt, bár biztosan találkozott velük Drinápolyban vagy Konstantinápolyban. Munkája teljes mértékben a latin egyház és a muszlim törökök szembeállítása. Egy függelékben megemlíti Gioacchino da Fiore ciszterci apátot, aki három évszázaddal előtte élt, és aki elméletileg foglalkozott az iszlámmal. Egy másik függelékben két török nyelvű verset közöl, amelyeket korábban nem őriztek meg írásban Nyugaton – ez az egyik oka annak, hogy beszámolóját hitelesnek tekintik.
Munkája egyik részében az oszmán hadsereg lényeges vonásait írta le. Ismertette a sereg elemeit, az állandó, „összeírt katonaságot”, a népfelkelésekkel toborzott zsoldosokat, a hadba hívás módját, katonák viszonyát a katonáskodáshoz, vallásos mozgatórugóikat. Hiteles, elfogulatlan leírása ma is fontos forrás.

### Modern kiadások
- Az első modern újrakiadás Magyarországon jelent meg: Fügedi Erik: Kimondhatatlan nyomorúság. Értekezés a törökök szokásairól, viszonyairól és gonoszságáról.  (Budapest, Európa, 1976) ISBN 963070742X
- Tardy Lajos (szerk): Rabok, követek, kalmárok az oszmán birodalomról Gondolat, 1977, 49–153 (Kenéz Győző ford)
- 1994-ben jelent meg Reinhard Klockow kritikai kiadása, német jegyzetekkel, ISBN 9783412001933
- 2003-ban francia nyelvű kiadás előszóval és utószóval, ISBN 291477706X

## Fordítás
Ez a szócikk részben vagy egészben  a   Georgius de Hungaria című német Wikipédia-szócikk ezen változatának fordításán alapul.  Az eredeti cikk szerkesztőit annak laptörténete sorolja fel. Ez a jelzés csupán a megfogalmazás eredetét és a szerzői jogokat jelzi, nem szolgál a cikkben szereplő információk forrásmegjelöléseként.